# تجانس

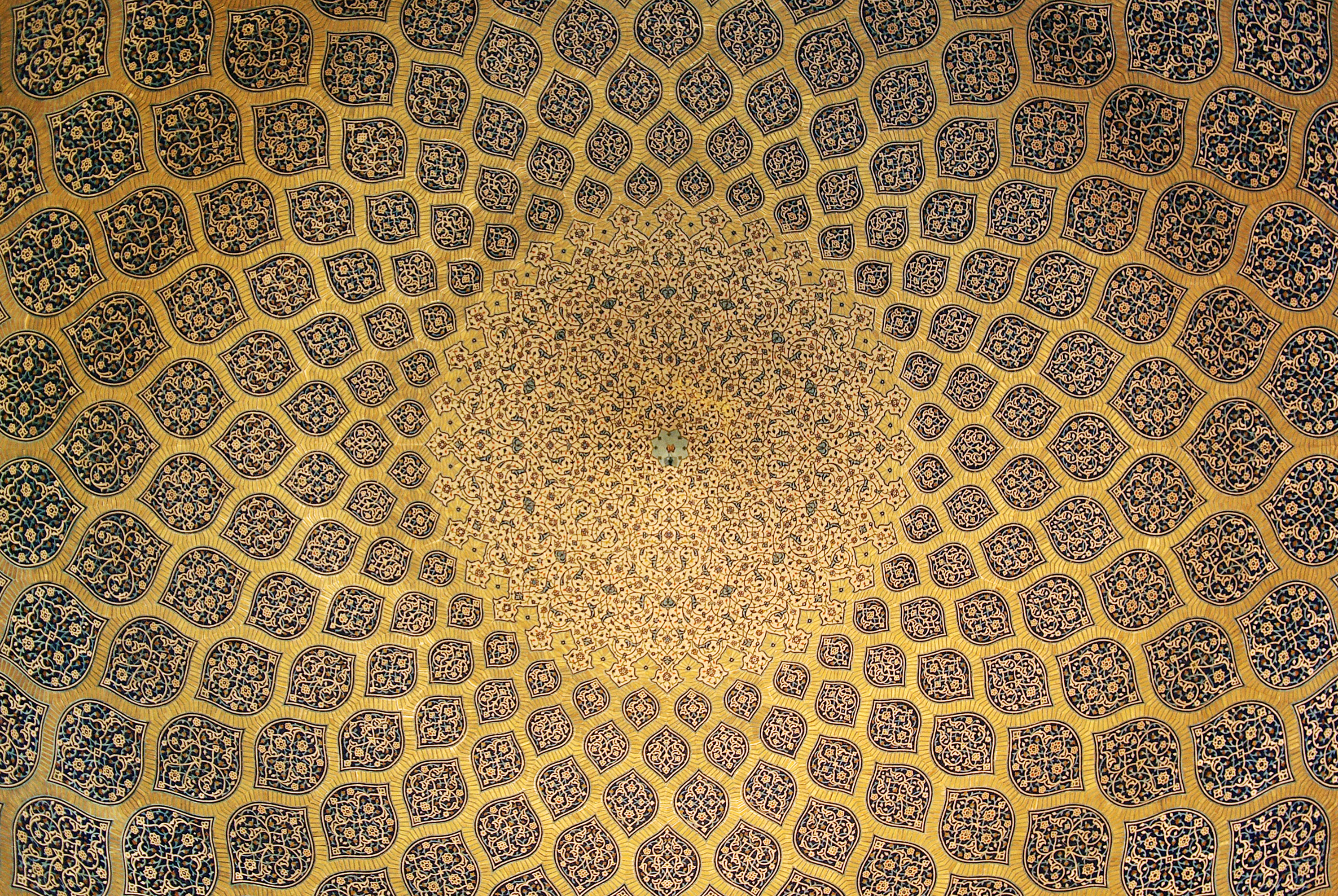
سقف مسجد شیخ لطف الله در اصفهان

در هندسه اقلیدسی، تجانس یکنواخت یا تجانس همسانگرد، تبدیلی خطی است که اشکال را در تمام جهات به یک مقیاس بزرگ یا کوچک می‌کند. در حالت کلی‌تر، ضریب تجانس در جهات گوناگون می‌تواند متفاوت باشد. در این صورت به آن تجانس غیریکنواخت یا ناهمسانگرد گویند. در حالت اول شکل متجانس مشابه شکل اصلی است، ولی در حالت دوم شکل متجانس متفاوت است مثلاً حاصل تجانس غیریکنواخت یک مربع می‌تواند یک مستطیل باشد.